# President's Cup 1991
De President's Cup 1991 was de 19e editie van de President's Cup, later Korea Cup genoemd. Het toernooi werd gehouden van 7 tot en met 16 juni 1991 Aan het toernooi deden 8 landen mee. Zuid-Korea werd kampioen, in de finale versloegen zij Egypte met 2–0.

## Groepsfase

### Groep 1
| Pos | Land       | Wed | Win | Gel | Ver | DV | DT | +/− | Pnt |
| --- | ---------- | --- | --- | --- | --- | -- | -- | --- | --- |
| 1   | Egypte     | 3   | 2   | 1   | 0   | 11 | 2  | +9  | 5   |
| 2   | Zuid-Korea | 3   | 1   | 2   | 0   | 4  | 1  | +3  | 4   |
| 3   | Malta      | 3   | 1   | 1   | 1   | 6  | 6  | 0   | 3   |
| 4   | Indonesië  | 3   | 0   | 0   | 3   | 0  | 12 | –12 | 0   |

### Groep 2
| Pos | Land                           | Wed | Win | Gel | Ver | DV | DT | +/− | Pnt |
| --- | ------------------------------ | --- | --- | --- | --- | -- | -- | --- | --- |
| 1   | Australië                      | 3   | 3   | 0   | 0   | 8  | 2  | +6  | 6   |
| 2   | Sovjet-Unie (B-elftal)         | 3   | 1   | 1   | 1   | 2  | 3  | –1  | 3   |
| 3   | Zuid-Korea (B-elftal)          | 3   | 1   | 0   | 2   | 2  | 4  | –2  | 2   |
| 4   | Verenigde Staten (Students XI) | 3   | 0   | 1   | 2   | 4  | 7  | –3  | 1   |

## Knock-outfase
|  | halve finale           | halve finale |  |        | finale       | finale       |
|  |                        |              |  |        |              |              |
|  | 14 juni 1991           |              |  |        |              |              |
|  | Egypte                 | 2            |  |        |              |              |
|  | Sovjet-Unie (B-elftal) | 1            |  |        | 16 juni 1991 | 16 juni 1991 |
|  |                        |              |  |        | Zuid-Korea   | 2            |
|  | 14 juni 1991           | 14 juni 1991 |  | Egypte | 0            |              |
|  | Zuid-Korea             | 0 (4)        |  |        |              |              |
|  | Australië              | 0 (3)        |  |        |              |              |

| Winnaar President's Cup 1991 |
| ---------------------------- |
|                              |
| Zuid-Korea 11e titel         |